# Роттердамський міжнародний кінофестиваль
Роттердамський міжнародний кінофестиваль (англ. International Film Festival Rotterdam, IFFR) — щорічний фестиваль, який проводиться в різних кінотеатрах Роттердама, (Нідерланди), наприкінці січня. Роттердамський фестиваль — один з найвідоміших та авторитетних європейських кінофестивалів, нарівні з фестивалями в Каннах, Венеції, Берліні та Локарно. Як талісман фестивалю використовують зображення тигра.

## Історія
Перший фестиваль було організовано у червні 1972 під керівництвом Хуберта Балса. Фестиваль орієнтується на підтримку альтернативного та некомерційного кіно, з ухилом у бік кінематографу Східної Азії та країн, що розвиваються. У середині 1980-х років фестиваль зазнавав фінансових труднощів, проте було знайдено можливість для його подальшого розвитку. 2007 року фестиваль відвідало 367 000 відвідувачів.
Після смерті засновника фестивалю 1988 року, для підтримки кінематографістів з країн, що розвиваються, було створено фонд імені Хуберта Балса (Фонд Хуберта Балса).